# 기아나

기아나

기아나(Guiana, Guyana, Guayana)는 남아메리카 북동부의 연안 지역을 가리키는 말이다.
- 과야나 지방: 베네수엘라의 행정 구역이다.(구 스페인령 기아나)
- 가이아나(구 영국령 기아나)
- 수리남(구 네덜란드령 기아나)
- 프랑스령 기아나: 프랑스의 해외 레지옹 가운데 하나다.
- 아마파주: 브라질의 주(구 포르투갈령 기아나)